# Dacryobolaceae
Dacryobolaceae is een botanische naam, voor een familie van schimmels. Het typegeslacht is Dacryobolus. 

## Geslachten
De familie omvat de volgende zeven geslachten (peildatum februari 2022):
- Amylocystis
- Dacryobolus
- Gloeocystidium
- Jahnoporus
- Oligoporus
- Postia
- Spongiporus